# Linia kolejowa 163 Katarínska Huta – Breznička
Linia kolejowa nr 163 Katarínska Huta – Breznička – linia kolejowa na Słowacji o długości 10 km, łącząca miejscowości Katarínska Huta i Breznička. Jest to linia jednotorowa i niezelektryfikowana.